# Felipe Meligeni Alves
Felipe Meligeni Rodrigues Alves (19 de fevereiro de 1998) é um tenista brasileiro.
Seu melhor ranking de simples é a 117° colocação da Associação de Tenistas Profissionais (ATP), alcançada em 21 de abril de 2025. Já nas duplas, seu melhor ranking é a 75° colocação da ATP, alcançada em 20 de junho de 2022.

## Carreira

### Início juvenil
No circuito juvenil, Meligeni Alves alcançou, como seu ranking mais alto, o número 34 do mundo, em abril de 2016.
Meligeni Alves conquistou o o título de duplas juvenil do US Open de 2016, com o parceiro Juan Carlos Aguilar.

### Carreira profissional

#### 2020: Estreia em chave principal de duplas da ATP;  primeiros título de simples e  duplas de ATP Challenger
Em janeiro de 2020, chega à semifinal do Challenger de Punta del Este. 
Meligeni fez sua estreia em chave principal de duplas da ATP como wildcard no Rio Open 2020, perdendo em três sets para o número 4 do mundo Dominic Thiem na primeira rodada.
Meligeni vence seu primeiro título de duplas de  ATP Challenger em Guayaquil com o venezuelano Luis David Martínez, derrotando os espanhóis Sergio Martos Gornés e Jaume Munar na final.
Meligeni Alves venceu seu primeiro título do ATP Challenger, em simples, em São Paulo, derrotando o português Frederico Ferreira Silva, em 29 de novembro de 2020. Neste torneio, ele também conquistou seu segundo título de duplas, ao lado de Luis David Martínez.

#### 2021: Primeiro título ATP de duplas
Meligeni Alves venceu seu primeiro título de duplas, ao lado de Rafael Matos, no ATP 250 Córdoba Open derrotando Romain Arneodo e Benoît Paire em março de 2021.
Em março, chega à semifinal do Challenger de Santiago.  Em junho chega à semi do Challenger de Biella ,e em julho, à semi do Challenger de Iasi.  Chegou na final do Challenger de Santiago em outubro, perdendo na final para Sebastián Báez.  Ele ainda chegou na semi do Challenger de São Paulo. 

#### 2022
Em abril, chegou à semifinal em Challenger no México.  Em junho, foi à semi do Challenger de Buenos Aires.  Foi campeão do Challenger de Iasi, na Romênia, em julho.  Ainda chegou na semifinal do Challenger de São Leopoldo em novembro. 

#### 2023
Entrou pela primeira vez na chave principal de um Masters 1000, no Masters 1000 de Miami de 2023.  Em maio foi à semifinal do Challenger de Oeiras.  Chegou ao melhor ranking de sua carreira, 129 do mundo, ao se tornar campeão do Challenger de Lyon em junho.  Alcançou a 2a rodada do US Open de 2023.  Em novembro, ainda chegou na semifinal do Challenger de Guayaquil. 

#### 2024: Oitavas no Rio Open

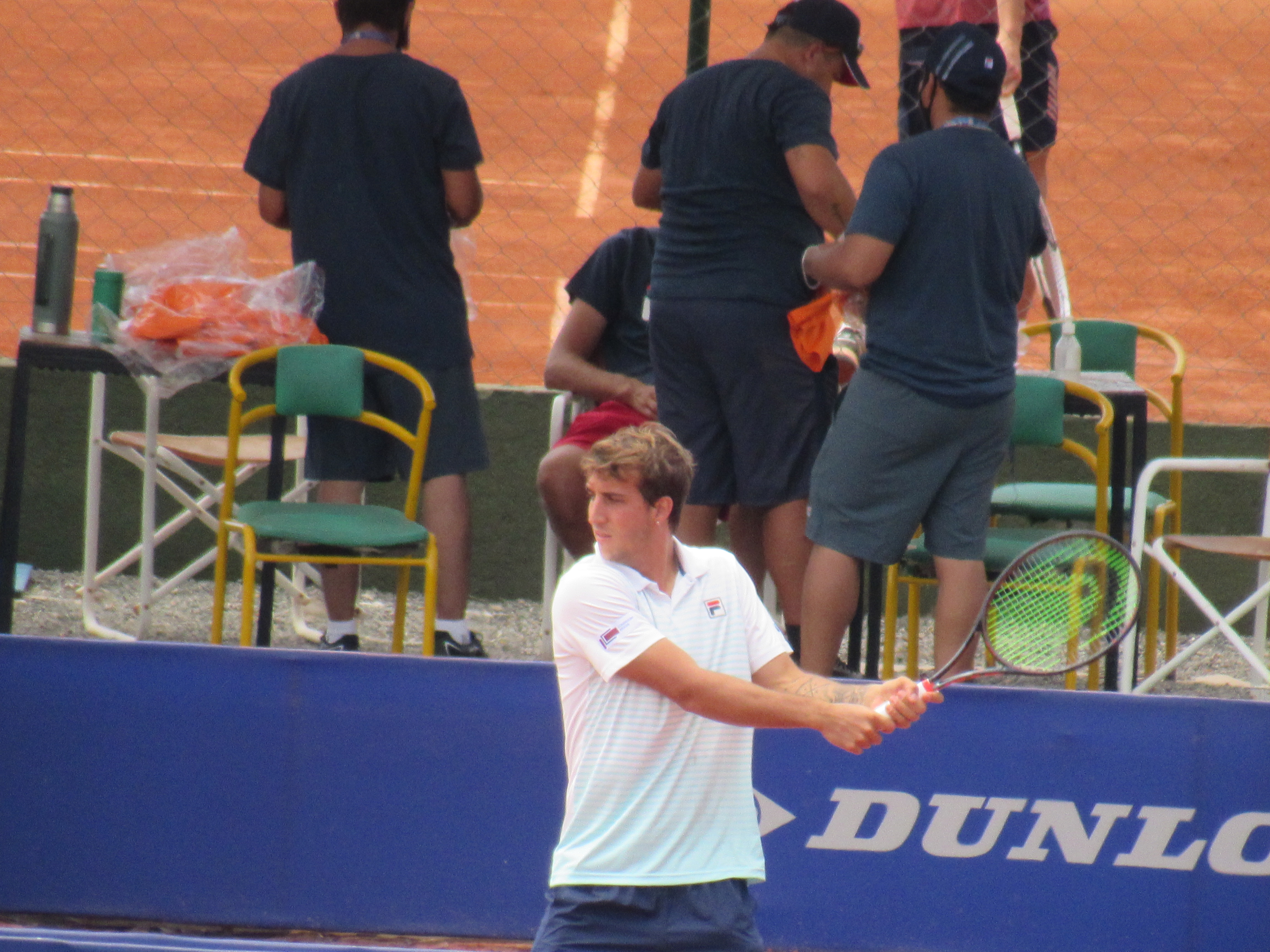
Meligeni no Cordoba Open de 2021

Meligeni fez uma campanha histórica no ATP 500 do Rio de Janeiro, chegando até as oitavas de final, depois de ter furado as qualificatórias. 
Em março, chegou à semifinal do Challenger de São Leopoldo. 
No forte Challenger 175 de Turim, Meligeni furou as qualificatórias, e depois venceu as duas primeiras partidas da chave principal, chegando até às quartas de final.
Neste ano, ainda foi vice-campeão do Challenger de Curitiba. 

### 2025: títulos de Challenger, melhor ranking
Obteve seu 4º título de Challenger ao ser campeão em Mérida.  Em abril, venceu o Challenger 125 do México, o que o empurrou ao seu melhor ranking da carreira, o posto de nº 117 do mundo. 

## Vida pessoal
Felipe é o irmão mais novo da tenista Carolina Meligeni Alves, e sobrinho do também tenista Fernando Meligeni.

## Finais ATP

### Duplas: 2 (2 títulos)
| Legenda                           |
| --------------------------------- |
| Grand Slam (0–0)                  |
| ATP World Tour Finals (0–0)       |
| ATP World Tour Masters 1000 (0–0) |
| ATP World Tour 500 Series (0–0)   |
| ATP World Tour 250 Series (2–0)   |

| Finais por Superfície |
| --------------------- |
| Duro (0–0)            |
| Saibro (2–0)          |
| Grama (0–0)           |

| Resultado | V–D | Data     | Torneio                 | Tipo       | Superfície | Parceiro     | Oponentes                         | Placar              |
| --------- | --- | -------- | ----------------------- | ---------- | ---------- | ------------ | --------------------------------- | ------------------- |
| Vitória   | 1–0 | Fev 2021 | Córdoba Open, Argentina | 250 Series | Saibro     | Rafael Matos | Romain Arneodo Benoît Paire       | 6–4, 6–1            |
| Vitória   | 2–0 | Fev 2022 | Chile Open, Chile       | 250 Series | Saibro     | Rafael Matos | André Göransson Nathaniel Lammons | 7–6(10–8), 7–6(7–3) |

## Finais ATP Challenger Tour e ITF Futures

### Simples: 11 (6 títulos, 5 vices)
| Legenda                   |
| ------------------------- |
| ATP Challenger Tour (2–1) |
| ITF Futures (4–4)         |

| Títulos por Superfície |
| ---------------------- |
| Duro (1–0)             |
| Saibro (5-5)           |
| Grama (0–0)            |
| Carpete (0–0)          |

| Resultado | V–D | Data     | Torneio                 | Tipo              | Superfície | Oponente                 | Placar              |
| --------- | --- | -------- | ----------------------- | ----------------- | ---------- | ------------------------ | ------------------- |
| Vitória   | 1–0 | Mai 2018 | Egito F17, Cairo        | Futures           | Saibro     | Orlando Luz              | 7–6(6–3), 7–6(6–3)  |
| Derrota   | 1–1 | Out 2018 | Brasil F6, Curitiba     | Futures           | Saibro     | Francisco Cerundolo      | 6–7(3–6), 2–6       |
| Derrota   | 1–2 | Nov 2018 | Brasil F6, São Carlos   | Futures           | Saibro     | João Souza               | 3–6, 3–6            |
| Vitória   | 2–2 | Fev 2019 | M15 Monastir, Tunísia   | World Tennis Tour | Duro       | Evan Hoyt                | 6–4, 6–3            |
| Vitória   | 3–2 | Mar 2019 | Turquia M15, Antalya    | World Tennis Tour | Saibro     | Ivan Nedelko             | 6–7(5–7), 7–5, ret. |
| Vitória   | 4–2 | Abr 2019 | M15 Antalya, Turquia    | World Tennis Tour | Saibro     | Clement Geens            | 6–3, 1–0, ret.      |
| Derrota   | 4–3 | Mai 2019 | M15 Las Palmas, Espanha | World Tennis Tour | Saibro     | Eduard Esteve Lobato     | 2–6, 3–6            |
| Derrota   | 4–4 | Mai 2019 | M15 Las Palmas, Espanha | World Tennis Tour | Saibro     | Eduard Esteve Lobato     | 4–6, 1–6            |
| Vitória   | 5–4 | Nov 2020 | São Paulo, Brasil       | Challenger        | Saibro     | Frederico Ferreira Silva | 6–2, 7–6(7–1)       |
| Derrota   | 5–5 | Out 2021 | Santiago, Chile         | Challenger        | Saibro     | Sebastián Báez           | 6-3, 6-7(6-8), 1-6  |
| Vitória   | 6–5 | Jul 2022 | Iași, Romênia           | Challenger        | Saibro     | Pablo Andújar            | 6–3, 4–6, 6–2       |

### Duplas: 44 (25 títulos, 19 vices)
| Legenda                    |
| -------------------------- |
| ATP Challenger Tour (8–11) |
| ITF Futures (17–8)         |

| Resultado | V–D   | Data     | Torneio                                 | Tipo       | Superfície | Parceiro                 | Oponentes                                           | Placar                 |
| --------- | ----- | -------- | --------------------------------------- | ---------- | ---------- | ------------------------ | --------------------------------------------------- | ---------------------- |
| Derrota   | 0–1   | Jun 2015 | Brasil F2, Itajaí                       | Futures    | Duro       | Igor Marcondes           | Rafael Matos Marcelo Zormann                        | 7–6(7–5), 2–6, [8–10]  |
| Derrota   | 0–2   | Dez 2016 | Tunísia F34, Hammamet                   | Futures    | Saibro     | Igor Marcondes           | Gonçalo Oliveira Lolc Perret                        | 1–6, 6–3, [3–10]       |
| Derrota   | 0–3   | Mai 2017 | Espanha F14, Vic                        | Futures    | Saibro     | Sergio Gutierrez-Ferrol  | Rafael Matos Igor Marcondes                         | 6–7(8–6), 6–3, [6–10]  |
| Vitória   | 1–3   | Set 2017 | Turquia F33, Antalya                    | Futures    | Saibro     | Daniel Garza             | Victor Baluda Ilya Vasilyev                         | 5–7, 7–5(7–5), [10–5]  |
| Vitória   | 2–3   | Out 2017 | Turquia F37, Antalya                    | Futures    | Saibro     | Caio Silva               | Peter Nagy Peter Torebko                            | 6–4, 6–3               |
| Derrota   | 2–4   | Nov 2017 | Turquia F41, Antalya                    | Futures    | Saibro     | Christian Oliveira       | Florent Diep Diego Hidalgo                          | 3–6, 4–6               |
| Vitória   | 3–4   | Mai 2018 | Egito F16, Cairo                        | Futures    | Saibro     | Orlando Luz              | Marco Bortolotti Nicolo Turchetti                   | 6–3, 6–4               |
| Derrota   | 3–5   | Mai 2018 | Espanha F11, Valldoreix                 | Futures    | Saibro     | Michiel De Krom          | Sebastian Korda Orlando Luz                         | 6–2, 2–6, [7–10]       |
| Vitória   | 4–5   | Jul 2018 | Portugal F12, Porto                     | Futures    | Saibro     | Orlando Luz              | Fred Gil David Pichler                              | 7–5, 3–6, [10–6]       |
| Vitória   | 5–5   | Set 2018 | Espanha F26, Oviedo                     | Futures    | Saibro     | Orlando Luz              | Diego Matos João Pedro Sorgi                        | 5–7, 6–4, [11–9]       |
| Derrota   | 5–6   | Set 2018 | Espanha F27, Sevilha                    | Futures    | Saibro     | Orlando Luz              | Christopher Diaz-Figueroa Wilfredo Gonzalez         | 6–4, 6–7(4–7), [5–10]  |
| Derrota   | 5–7   | Out 2018 | Brasil F6, Curitiba                     | Futures    | Saibro     | José Pereira             | Bernardo Azevedo Pereira Oliveira Eduardo Ribeiro   | 6–4, 2–6, [9–11]       |
| Derrota   | 5–8   | Fev 2019 | Tunísia M15, Monastir                   | Futures    | Duro       | Orlando Luz              | Erick Crepaldi Joseph W. Van Merter                 | 3–6, 3–6               |
| Vitória   | 6–8   | Mar 2019 | Turquia M15, Antalya                    | Futures    | Saibro     | Peter Torebko            | Kirill Kivattsev Julian Ocleppo                     | 6–4, 1–6, [10–8]       |
| Vitória   | 7–8   | Mar 2019 | Turquia M15, Antalya                    | Futures    | Saibro     | Cristian Rodríguez       | Grigoriy Lomakin Vladyslav Orlov                    | 6–3, 6–4               |
| Vitória   | 8–8   | Mar 2019 | Turquia M15, Antalya                    | Futures    | Saibro     | Christian Oliveira       | Luca Tomasetto Georg Winkler                        | 6–2, 6–1               |
| Derrota   | 8–9   | Abr 2019 | Espanha M15, Madrid                     | Futures    | Saibro     | Tomas Lipovsek Puches    | Corentin Denolly Johan Nikles                       | 5–7, 7–5, [11–13]      |
| Vitória   | 9–9   | Mai 2019 | Espanha M15, Las Palmas de Gran Canaria | Futures    | Saibro     | Luke Johnson             | Michiel De Krom Jaume Pla Malfeito                  | 6–1, 7–6(7–3)          |
| Vitória   | 10–9  | Mai 2019 | Espanha M15, Las Palmas de Gran Canaria | Futures    | Saibro     | Luke Johnson             | Francisco Dias Michiel De Krom                      | 6–3, 6–7(3–7), [13–11] |
| Vitória   | 11–9  | Mai 2019 | Espanha M15, Valldoreix                 | Futures    | Saibro     | Jaume Pla Malfeito       | Orlando Luz Rafael Matos                            | 1–6, 6–4, [11–9]       |
| Vitória   | 12–9  | Mai 2019 | Espanha M25, Vic                        | Futures    | Saibro     | Rafael Matos             | Raul Brancaccio Javier Barranco Cosano              | 5–7, 6–4, [10–8]       |
| Vitória   | 13–9  | Jun 2019 | Brasil M15, São José do Rio Preto       | Futures    | Saibro     | Oscar José Gutierrez     | Mateus de Carvalho Cardoso Alves Christian Oliveira | 6–4, 3–6, [10–3]       |
| Vitória   | 14–9  | Jun 2019 | Brasil M15, Curitiba                    | Futures    | Saibro     | Igor Marcondes           | Oscar José Gutierrez Fermin Tenti                   | 6–4, 3–6, [10–6]       |
| Derrota   | 15–9  | Ago 2019 | Segovia, Espanha                        | Challenger | Saibro     | Orlando Luz              | Sander Arends David Pel                             | 6–4, 7–6(7–3)          |
| Vitória   | 16–9  | Ago 2019 | Itália M25, Appiano                     | Futures    | Saibro     | Andrey Golubev           | Christian Lindell Daniel Dutra da Silva             | 6–4, 6–4               |
| Vitória   | 17–9  | Out 2019 | Brasil M25, Rio de Janeiro              | Futures    | Saibro     | Gilbert Klier Junior     | Rafael Matos Igor Marcondes                         | 1–6, 6–4, [10–6]       |
| Derrota   | 17–10 | Out 2019 | Lima, Peru                              | Challenger | Saibro     | Luis David Martínez      | Ariel Behar Gonzalo Escobar                         | 6–2, 2–6, [10–3]       |
| Vitória   | 18–10 | Nov 2020 | Guayaquil, Ecuador                      | Challenger | Saibro     | Luis David Martínez      | Sergio Martos Gornés Jaume Munar                    | 6–0, 4–6, [10–3]       |
| Vitória   | 19–10 | Nov 2020 | São Paulo, Brasil                       | Challenger | Saibro     | Luis David Martínez      | Rogério Dutra Silva Fernando Romboli                | 6–3, 6–3               |
| Derrota   | 19–11 | Dez 2020 | Campinas, Brazil                        | Challenger | Saibro     | Luis David Martínez      | Sadio Doumbia Fabien Reboul                         | 7–6(7–9), 5–7, [7–10]  |
| Derrota   | 19–12 | Mar 2021 | Santiago, Chile                         | Challenger | Saibro     | Rafael Matos             | Luis David Martinez Gonçalo Oliveira                | 5–7, 1–6               |
| Derrota   | 19–13 | Mai 2021 | Biella, Itália                          | Challenger | Saibro     | Rafael Matos             | André Göransson Nathaniel Lammons                   | 6–7(3–7), 3–6          |
| Vitória   | 20–13 | Jul 2021 | Iași, Romênia                           | Challenger | Saibro     | Orlando Luz              | Hernán Casanova Roberto Ortega Olmedo               | 6–3, 6–4               |
| Derrota   | 20–14 | Jul 2021 | Tampere, Finlândia                      | Challenger | Saibro     | Orlando Luz              | Pedro Cachín Facundo Mena                           | 5–7, 3–6               |
| Vitória   | 21–14 | Jul 2021 | Trieste, Itália                         | Challenger | Saibro     | Orlando Luz              | Antoine Hoang Albano Olivetti                       | 7–5, 6–7(6–8), [10–5]  |
| Vitória   | 22–14 | Ago 2021 | Como, Itália                            | Challenger | Saibro     | Rafael Matos             | Luis David Martínez Andrea Vavassori                | 6–7(2–7), 6–4, [10–6]  |
| Derrota   | 22–15 | Set 2021 | Tulln an der Donau, Áustria             | Challenger | Saibro     | Rafael Matos             | Dustin Brown Andrea Vavassori                       | 6–7(5–7), 1–6          |
| Vitória   | 23–15 | Nov 2021 | Montevidéu, Uruguai                     | Challenger | Saibro     | Rafael Matos             | Ignacio Carou Luciano Darderi                       | 6–4, 6–4               |
| Vitória   | 24–15 | Nov 2021 | Campinas, Brasil                        | Challenger | Saibro     | Rafael Matos             | Gilbert Klier Júnior Matheus Pucinelli de Almeida   | 6–3, 6–1               |
| Derrota   | 7–8   | Nov 2021 | São Paulo, Brazil                       | Challenger | Saibro     | Rafael Matos             | Nicolás Barrientos Alejandro Gómez                  | w/o                    |
| Derrota   | 7–9   | Abr 2022 | San Luis Potosi, México                 | Challenger | Saibro     | Luis David Martínez      | Nicolás Barrientos Miguel Ángel Reyes-Varela        | 6-7(11-13), 2-6        |
| Vitória   | 8-9   | Abr 2022 | Tigre, Argentina                        | Challenger | Saibro     | Guillermo Durán          | Luciano Darderi Juan Bautista Torres                | 3–6, 6–4, [10–3]       |
| Derrota   | 8–10  | Mai 2022 | Salvador, Brasil                        | Challenger | Saibro     | Orlando Luz              | Diego Hidalgo Cristian Rodríguez                    | 5–7, 1–6               |
| Derrota   | 8–11  | Nov 2022 | São Leopoldo, Brasil                    | Challenger | Saibro     | João Lucas Reis da Silva | Guido Andreozzi Guillermo Durán                     | 1–5 ret.               |

## Finais de Grand Slam Juvenil

### Duplas: 1 (1 título)
| Resultado | Ano  | Torneio | Superfície | Parceiro            | Oponentes                              | Placar        |
| --------- | ---- | ------- | ---------- | ------------------- | -------------------------------------- | ------------- |
| Campeão   | 2016 | US Open | Duro       | Juan Carlos Aguilar | Félix Auger-Aliassime Benjamin Sigouin | 6–3, 7–6(7–4) |

## Representação nacional

### Copa Davis (4–2)
Em setembro de 2021, Meligeni Alves foi novamente convocado para jogar pela Brasil na Copa Davis, desta vez contra o Líbano. Meligeni Alves fez sua estreia em simples na Copa Davis contra o Hady Habib e venceu em dois sets na segunda rodada que permitiu à Seleção Brasileira confirmar o confronto por 4-0 e avançar para o Copa Davis de 2022 (Qualificatório).
Atualmente, Meligeni Alves ostenta um recorde de 3–2 em partidas da Copa Davis. Ele jogou duas partidas de simples e quatro de duplas.
| Grupos                   |
| ------------------------ |
| Qualifying Round (1–1)   |
| Grupo Mundial 1 (2–1)    |
| Grupo Mundial 1 PO (1–0) |

| Partidas por Superfície |
| ----------------------- |
| Duro (3–1)              |
| Saibro (1–1)            |
| Grama (0–0)             |

| Partidas por Tipo |
| ----------------- |
| Simples (1–1)     |
| Duplas (3–1)      |

| Partidas por Configuração |
| ------------------------- |
| Indoors (2–1)             |
| Outdoors (2–1)            |

| Partidas por Sede |
| ----------------- |
| Brasil (0–1)      |
| Fora (4–1)        |
| Neutro (0–0)      |

| Todas as Partida de Copa Davis: 4–2 (Simples: 1–1, Duplas: 3–1) | Todas as Partida de Copa Davis: 4–2 (Simples: 1–1, Duplas: 3–1) | Todas as Partida de Copa Davis: 4–2 (Simples: 1–1, Duplas: 3–1) | Todas as Partida de Copa Davis: 4–2 (Simples: 1–1, Duplas: 3–1) | Todas as Partida de Copa Davis: 4–2 (Simples: 1–1, Duplas: 3–1) | Todas as Partida de Copa Davis: 4–2 (Simples: 1–1, Duplas: 3–1) | Todas as Partida de Copa Davis: 4–2 (Simples: 1–1, Duplas: 3–1) | Todas as Partida de Copa Davis: 4–2 (Simples: 1–1, Duplas: 3–1) | Todas as Partida de Copa Davis: 4–2 (Simples: 1–1, Duplas: 3–1) | Todas as Partida de Copa Davis: 4–2 (Simples: 1–1, Duplas: 3–1) |
| Rodada                                                          | Data                                                            | Oponente                                                        | Placar do Confronto                                             | Local                                                           | Superfície                                                      | Partida                                                         | Oponente(s)                                                     | Placar da Partida                                               |                                                                 |
| --------------------------------------------------------------- | --------------------------------------------------------------- | --------------------------------------------------------------- | --------------------------------------------------------------- | --------------------------------------------------------------- | --------------------------------------------------------------- | --------------------------------------------------------------- | --------------------------------------------------------------- | --------------------------------------------------------------- | --------------------------------------------------------------- |
| Copa Davis de 2020 (Qualificatório)                             |                                                                 |                                                                 |                                                                 |                                                                 |                                                                 |                                                                 |                                                                 |                                                                 |                                                                 |
| QLS                                                             | 6–7 mar, 2020                                                   | Austrália                                                       | 1–3                                                             | Adelaide                                                        | Duro                                                            | Duplas 3 (c/ Demoliner)                                         | James Duckworth John Peers                                      | 5–7, 7–5, 7–6(8–6)                                              |                                                                 |
| Copa Davis de 2020 (Grupo Mundial I)                            |                                                                 |                                                                 |                                                                 |                                                                 |                                                                 |                                                                 |                                                                 |                                                                 |                                                                 |
| GM I                                                            | 18–19 set, 2021                                                 | Líbano                                                          | 4–0                                                             | Jounieh                                                         | Saibro                                                          | Simples 4                                                       | Habib Hady                                                      | 6–1, 6–3                                                        |                                                                 |
| Copa Davis de 2022 (Grupo Mundial I)                            |                                                                 |                                                                 |                                                                 |                                                                 |                                                                 |                                                                 |                                                                 |                                                                 |                                                                 |
| GM I                                                            | 16–17 set, 2022                                                 | Portugal                                                        | 1–3                                                             | Viana do Castelo                                                | Duro (i)                                                        | Simples 1                                                       | João Sousa                                                      | 1–6, 3–6                                                        |                                                                 |
| GM I                                                            | 16–17 set, 2022                                                 | Portugal                                                        | 1–3                                                             | Viana do Castelo                                                | Duro (i)                                                        | Duplas 3 (c/ Matos)                                             | Nuno Borges / Francisco Cabral                                  | 6–3, 0–6, 6–3                                                   |                                                                 |
| Copa Davis de 2022 (Qualificatório)                             |                                                                 |                                                                 |                                                                 |                                                                 |                                                                 |                                                                 |                                                                 |                                                                 |                                                                 |
| QLS                                                             | 4–5 mar, 2022                                                   | Alemanha                                                        | 1–3                                                             | Rio de Janeiro                                                  | Saibro                                                          | Duplas 3 (c/ Bruno Soares)                                      | Kevin Krawietz Tim Pütz                                         | 6–4, 6–7(4–7), 4–6                                              |                                                                 |
| Copa Davis de 2023 (Grupo Mundial I)                            |                                                                 |                                                                 |                                                                 |                                                                 |                                                                 |                                                                 |                                                                 |                                                                 |                                                                 |
| GM I                                                            | 15–16 set, 2023                                                 | Dinamarca                                                       | 3–1                                                             | Hillerød                                                        | Duro (i)                                                        | Duplas 3 (c/ Matos)                                             | Johannes Ingildsen / Christian Sigsgaard                        | 6–7(5–7), 7–5, 7–6(7–5)                                         |                                                                 |